# Team Differdange-Losch/Saison 2013
Dieser Artikel listet Erfolge und Fahrer des Radsportteams Differdange-Losch in der Saison 2013 auf.

## Erfolge in der UCI Asia Tour
| Datum   | Rennen                      | Kat. | Sieger       |
| ------- | --------------------------- | ---- | ------------ |
| 4. Juni | 3. Etappe Tour de Singkarak | 2.2  | Johan Coenen |

## Erfolge in der UCI Europe Tour
| Datum      | Rennen                           | Kat. | Sieger         |
| ---------- | -------------------------------- | ---- | -------------- |
| 3. August  | 1. Etappe Tour de la Guadeloupe  | 2.2  | Jānis Dakteris |
| 4. August  | 2a. Etappe Tour de la Guadeloupe | 2.2  | Johan Coenen   |
| 6. August  | 4. Etappe Tour de la Guadeloupe  | 2.2  | Diego Milán    |
| 7. August  | 5. Etappe Tour de la Guadeloupe  | 2.2  | César Bihel    |
| 11. August | 9. Etappe Tour de la Guadeloupe  | 2.2  | Diego Milán    |

## Abgänge – Zugänge
| Zugänge                  | Team 2012                     | Abgänge                              | Team 2013                               |
| ------------------------ | ----------------------------- | ------------------------------------ | --------------------------------------- |
| Sjef De Wilde            | Accent Jobs-Willems Veranda’s | Tom Thill                            | Leopard-Trek Continental Team           |
| Salvador Guardiola       | Gios-Deyser Leon Kastro       | Jason Christie                       | OCBC Singapore Continental Cycling Team |
| Jānis Dakteris           | Lotto-Pôle Continental Wallon | Remco Broers                         | Team Vorarlberg                         |
| Simon Holt               | Team Raleigh-GAC              | Bruno Saraiva                        | Anicolor                                |
| Sven Fritsch             | Neoprofi                      | Jonas Ljungblad                      | Karriereende                            |
| Christian Helmig         | Neoprofi                      | Alex Meenhorst                       | Unbekannt                               |
| Paavo Paajanen           | Neoprofi                      | Christian Poos                       | Unbekannt                               |
| Myron Simpson            | Neoprofi                      | Frank Dressler-Lehnhof (bis 4. Juli) | Unbekannt                               |
| Diego Milán (ab 1. Juli) | Inteja                        |                                      |                                         |

## Mannschaft
| Name               | Geburtstag        | Nationalität            |
| ------------------ | ----------------- | ----------------------- |
| César Bihel        | 11. April 1988    | Frankreich              |
| Johan Coenen       | 4. Februar 1979   | Belgien                 |
| Jānis Dakteris     | 20. Mai 1991      | Lettland                |
| Sjef De Wilde      | 3. Mai 1981       | Belgien                 |
| Sven Fritsch       | 29. Mai 1994      | Luxemburg               |
| Salvador Guardiola | 5. September 1988 | Spanien                 |
| Christian Helmig   | 17. Mai 1981      | Luxemburg               |
| Simon Holt         | 5. April 1988     | Vereinigtes Königreich  |
| Gediminas Kaupas   | 7. September 1988 | Litauen                 |
| Vytautas Kaupas    | 1. April 1982     | Litauen                 |
| Kevin Kohlvelter   | 5. Oktober 1990   | Luxemburg               |
| Max Losch          | 23. April 1993    | Luxemburg               |
| Diego Milán        | 10. Juli 1985     | Dominikanische Republik |
| Paavo Paajanen     | 25. April 1988    | Finnland                |
| Myron Simpson      | 30. Juli 1990     | Neuseeland              |
| Sascha Weber       | 23. Februar 1988  | Deutschland             |